# Weisslingen

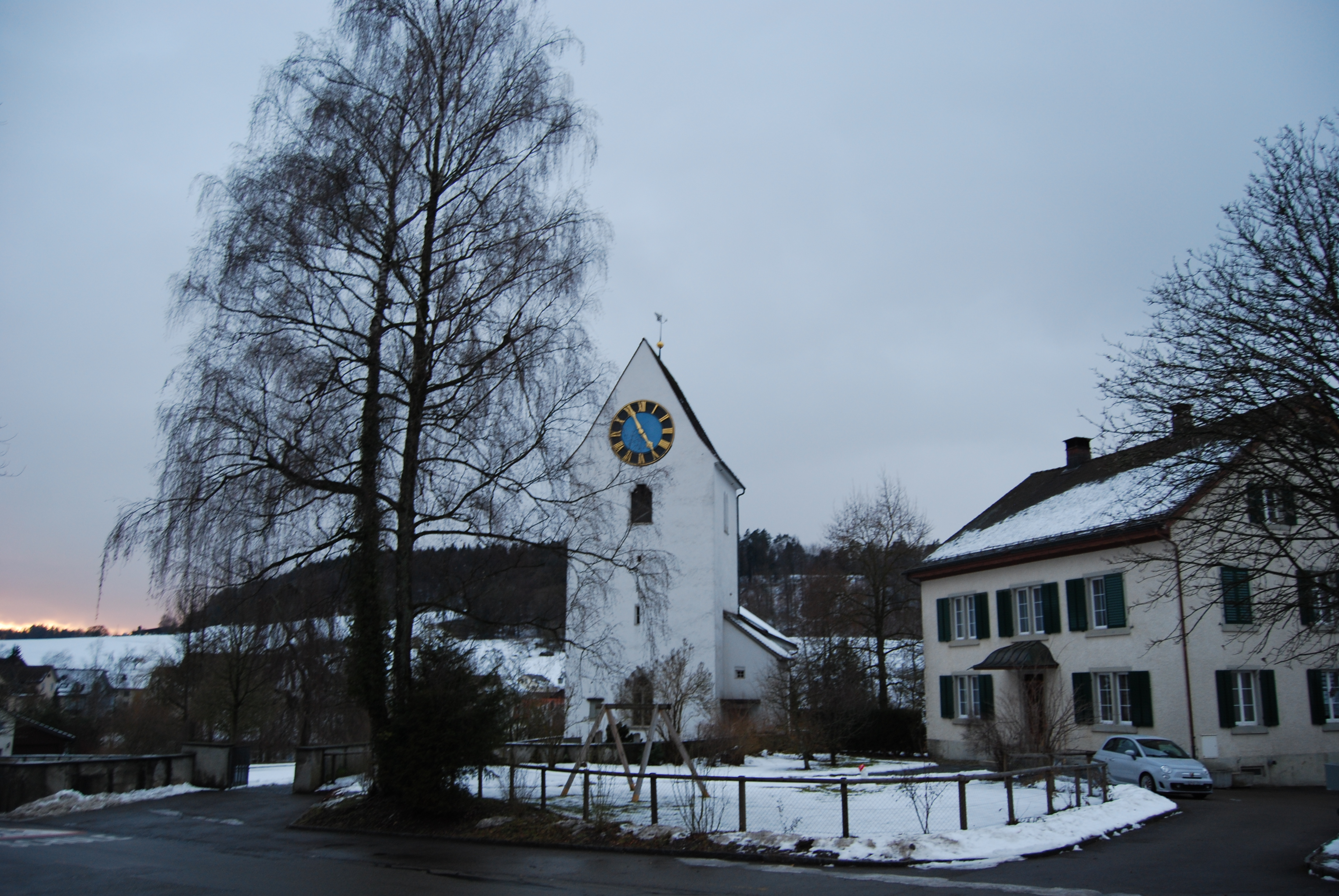
Kirche von Weisslingen

Weisslingen, zürichdeutsch (im) Wislig, ist eine politische Gemeinde im Schweizer Kanton Zürich. Sie liegt im Zürcher Oberland und gehört zum Bezirk Pfäffikon.

## Wappen
Blasonierung:
In Silber eine geschweifte schwarze Spitze, belegt und beseitet von drei Sternen in verwechselten Farben

## Geographie
Weisslingen umfasst auch die Weiler Dettenried, Lendikon, Theilingen, Neschwil und die Aussenwacht Schwändi. Die Gemeinde Weisslingen liegt im Zürcher Oberland auf einer Anhöhe der Almenkette, die im Norden gegen das Tösstal, im Süden gegen das Kemptthal abfällt. Dominantes Merkmal ist der Brauiweiher ca. 1 km südlich des Dorfes Weisslingen, welcher im 19. Jahrhundert künstlich angelegt wurde, um die damals bestehende Brauerei mit Eis zu beliefern. Ein zweiter, kleinerer künstlicher Weiher, der Theiliger Weiher, befindet sich zwischen Weisslingen und Theilingen.
Die Gemeinde Weisslingen grenzt im Nordosten an die Gemeinde Zell, im Osten an Wildberg, im Süden an Russikon und im Nordwesten an Illnau-Effretikon.

## Geschichte

Historisches Luftbild von Walter Mittelholzer (1920)

Das Gebiet der Gemeinde Weisslingen wurde vermutlich bereits zur Hallstattzeit und Latènezeit besiedelt. Im Zihlacker gab es eine römische Siedlung. Von der Besiedlung durch die Alemannen zeugen Grabstätten aus dem 5. und 6. Jh. nach Chr. Die erste urkundliche Erwähnung von Weisslingen und Theilingen erfolgte am 10. September 745 und am 22. Dezember 764 bei einer Güterübertragung an das Kloster St. Gallen. In der Urkunde von 764 wird eine molino (Mühle) zu Weisslingen erwähnt, die damit als älteste im Kanton Zürich gilt. Mit der Geschichte der Gemeinde befasst sich der Historische Verein Weisslingen, der auch das Ortsmuseum betreibt.

## Wirtschaft
Weisslingen verfügt neben zahlreichen Kleinbetrieben in den typischen Handwerkerbranchen über einen zentral gelegenen Prima-Laden, der die Güter des täglichen Bedarfes anbietet. Eingegliedert in den Prima-Laden sind eine Bäckerei, eine Metzgerei, eine Poststelle und eine Landi-Filiale mit Artikeln für Gärtner und Bauern. Mehrere Gaststätten sind über das Gemeindegebiet verteilt.
Die Gemeinde hat einen der höchsten Anteile an Einfamilienhäusern des Kantons.

### Verkehr

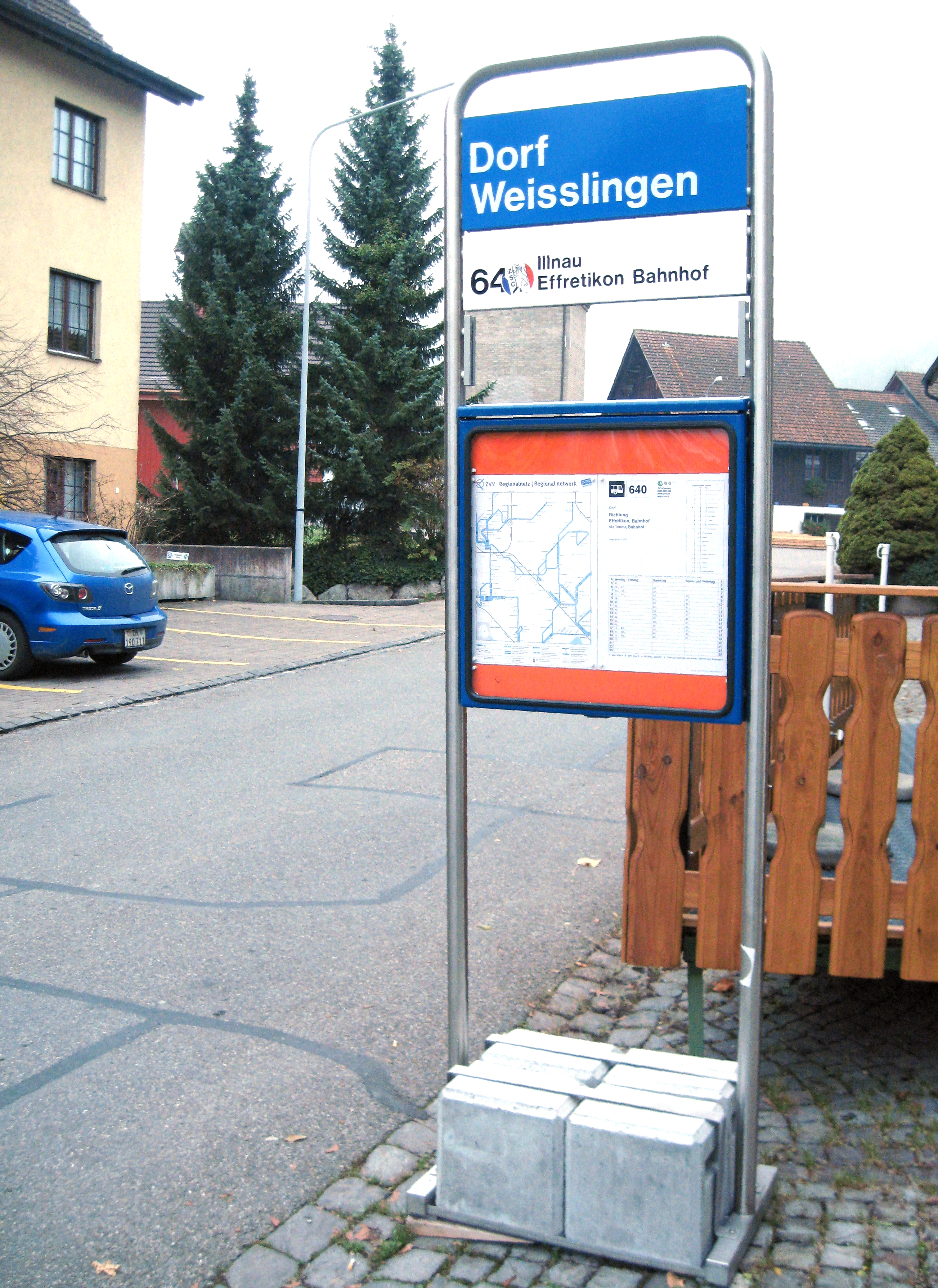
Dorfzentrum von Weisslingen 2008

Weisslingen ist im Zürcher Verkehrsverbund eingebunden und mit der Buslinie 832 von Kollbrunn und Pfäffikon ZH sowie mit der Buslinie 640 von Illnau-Effretikon zu erreichen. An all diesen Orten gibt es Anschlüsse ans Netz der S-Bahn Zürich.
Strassenverbindungen bestehen ins Tösstal nach Kollbrunn und Rikon, über Wildberg nach Turbenthal und ins Kemptthal nach Illnau und Fehraltorf. Zudem liegt Weisslingen an der Höhenstrasse, die auf der Längsachse der Allmenkette von Kyburg über Bäretswil bis zum Bachtel führt.

## Bevölkerung
| Jahr | Einwohner |
| ---- | --------- |
| 1800 | 1320      |
| 1850 | 1528      |
| 1900 | 1216      |
| 1950 | 1419      |
| 2000 | 2854      |
| 2005 | 3006      |
| 2010 | 3225      |
| 2015 | 3255      |
| 2020 | 3370      |
| 2022 | 3435      |

## Politik
In Weisslingen gibt es fünf lokale Parteien: EVP, GLP, SP, SVP und Wisliger Forum. Gemeindepräsident seit 2022 ist Pascal Martin (SVP), Vorgänger bis 2022 war Andrea Conzett (Wisliger Forum).
| Name                 | Amtsantritt | Funktion                                                                                        | Partei              |
| -------------------- | ----------- | ----------------------------------------------------------------------------------------------- | ------------------- |
| Pascal Martin        | 2018 / 2022 | Gemeindepräsident                                                                               | SVP                 |
| Patrick Geiser       | 2018        | Tiefbau / Werke / Verkehr / 1. Vizepräsident                                                    | (WF Wisliger Forum) |
| Marianne Bachofner   | 2014        | Bildung / Schulpräsidentin / 2. Vizepräsidentin                                                 | SVP                 |
| Clemens Wangler      | 2018        | Soziales / Jugend / Kultur / Gesellschaft                                                       | (WF Wisliger Forum) |
| Markus Moser         | 2022        | Gesundheit / Umwelt und Bestattungswesen / Sicherheit / Land- und Forstwirtschaft / Naturschutz | SVP                 |
| Roland Bischofberger | 2022        | Finanzen / Liegenschaften                                                                       | (WF Wisliger Forum) |

Bei den Nationalratswahlen 2023 betrugen die Wähleranteile in Weisslingen: SVP 42,22 % (+0,43), glp 13,73 % (−2,62), SP 11,51 % (+2,23), FDP 8,57 % (−1,00), Mitte 8,14 % (+3,19), Grüne 5,58 % (−3,70), EVP 4,12 % (−0,41), EDU 2,35 (−0,77).

## Schulen
Das Schulangebot umfasst Kindergärten sowie eine Primar- und eine Sekundarschule. Letztere wird auch von den Schülern der Nachbargemeinde Kyburg benutzt. Die Stimmberechtigten der Gemeinde haben 2004 beschlossen, Weisslingen zu einer Einheitsgemeinde zu machen, d. h. die Primar-, Oberstufen- und politische Gemeinde zusammenzulegen. Ausserdem existiert im Nachbardorf Neschwil eine Tagesschule, die hauptsächlich von Schülern aus Illnau besucht wird.

## Sehenswürdigkeiten

### Gubel und Giessen
Mülibach-Giessen, 4 m Fallhöhe, Koord. 700021/254891
Seckitobel-Giessen des Tollenbachs, 15 m, Koord. 700435/255451
Steigtobel-Giessen des Steigbachs, 4 m, Koord.699807/255178
Steinbruch Lochtobel Arletsbach, 12 m, Koord.701572/254857

## Sonstiges
In jüngster Zeit hat in Weisslingen vor allem das Thema Fluglärm für Diskussionen gesorgt. Die Gemeinde liegt rund 25 km Luftlinie vom Flughafen Zürich entfernt und wird von Flugzeugen überflogen, die auf der Piste 28 landen («Ostanflug»).

## Persönlichkeiten
- Johann Jakob Ulrich (1798–1877), Zeichner und Maler, wuchs in Weisslingen auf
- Ernst Meier (1897–1979), in Weisslingen geborener Gewerkschafter und Politiker, Nationalrat
- Thomas Kessler (* 1959), Agronom, Politiker und Drogenbeauftragter, wuchs zeitweise in Weisslingen auf
- Tiana Angelina Moser (* 1979), Politikerin, Ständerätin, wuchs in Weisslingen auf